# Sirop (pharmacie galénique)
Pour les articles homonymes, voir Sirop.

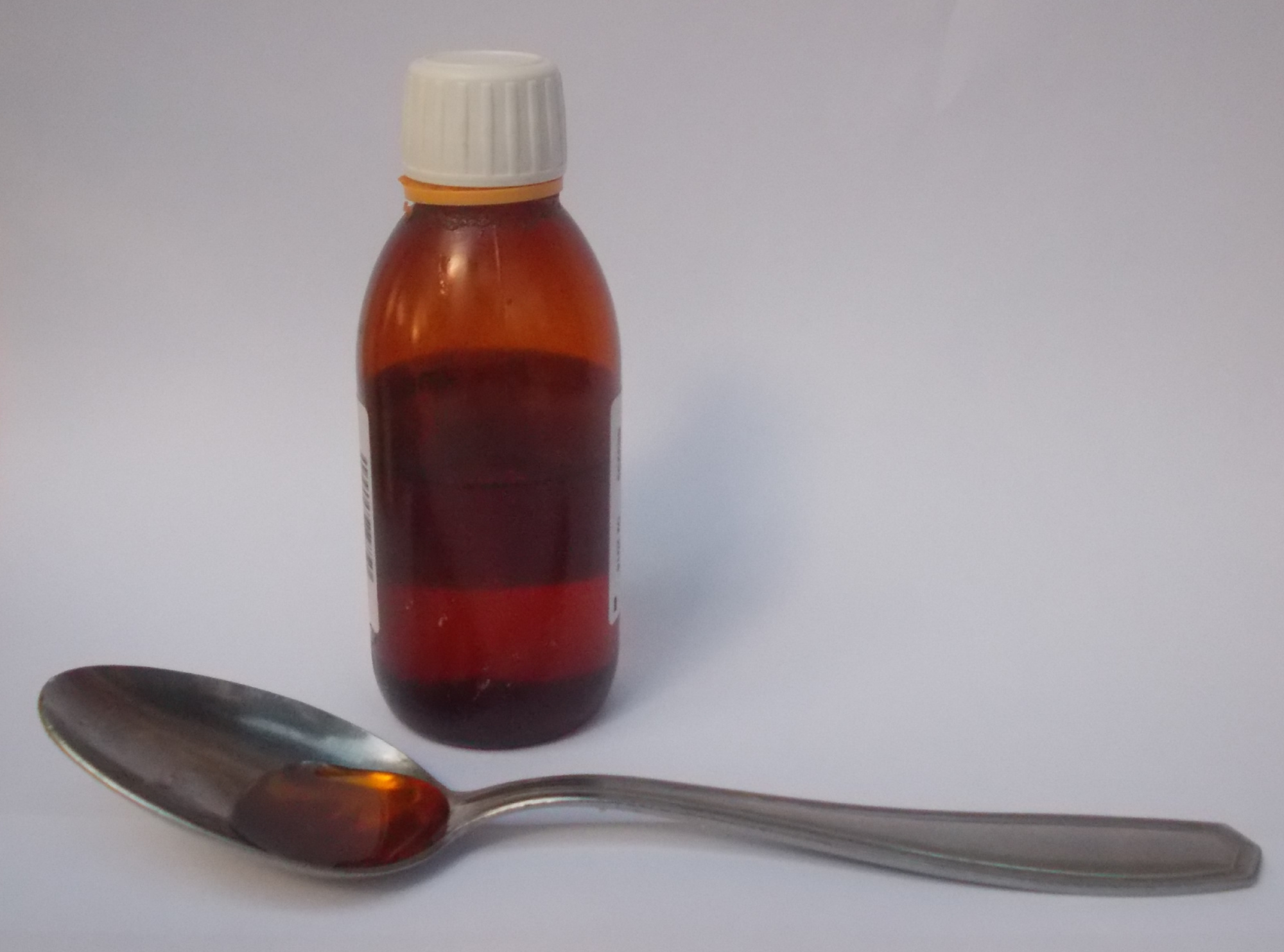
Un sirop contre la toux, avec une cuillère à soupe.

En pharmacie galénique et selon la Pharmacopée européenne, un sirop est une forme galénique liquide utilisée pour l’administration d’au moins un principe actif de médicament par voie orale.

## Sirop avec sucre
Les sirops sont des solutions aqueuses contenant du sucre et un ou plusieurs principes actifs. Ils sont caractérisés par une consistance visqueuse.

### Rôles et concentration du sucre
Le sucre est surtout utilisé pour :
- conserver le produit fini ;
- aider à masquer le goût désagréable des principes actifs ;
- améliorer le goût ;
- améliorer la consistance.

La concentration en sucre doit être proche mais inférieure au point de sursaturation : la concentration en sucre doit être entre 65 et 67 % en masse :
- un pourcentage plus faible rend le sirop un très bon nutriment pour les micro-organismes ;
- un pourcentage plus élevé provoque la cristallisation d'une partie du sucre quand la température de stockage change.

### Autres excipients
Les sirops peuvent aussi contenir les excipients suivant :
- sucres polyols comme le glycérol et le sorbitol ;saccharose
- conservateurs comme les parabens et les benzoates ;
- antioxydants comme le hydroxytoluène butylé (BHT) et le métabisulfite de sodium ;
- acides comme l'acide citrique pour interdire la recristallisation du sucre ;
- agents tampons ;
- agents chelatants comme l'EDTA ;
- aromatisants ;
- colorants ;
- éthanol (3-4 % en volume).

### Fabrication
Les sirops sont préparés principalement selon la méthode suivante :
- dissolution des ingrédients dans de l'eau pure et parce que le sucre réduit la solubilité, il est généralement ajouté à la fin ;
- chauffage et/ou agitation active jusqu'à la dissolution de tous les ingrédients. Si au moins un des ingrédients est sensible à la chaleur, l'agitation doit avoir lieu sans chauffage ;
- élimination des impuretés par filtration, le cas échéant ;
- ajout de suffisamment d'eau pure pour arriver à la bonne masse ou au bon volume.

## Sirop sans sucre
Le sirop peut aussi être sans sucre. Le sucre est alors remplacé par :
- des édulcorants comme les sucres polyols comme le glycérol, l'isomaltol, xylitol et le sorbitol ;
- des édulcorants artificiels comme l'aspartame et l'acésulfame de potassium mélangés à des texturants polysaccharide comme la carraghénane et les éthers de cellulose.

Les sirops sans sucre(s) sont moins cariogènes que les sirops avec sucre(s).